# Very
Very (с англ. — «Очень») — пятый студийный альбом британской поп-группы Pet Shop Boys, вышедший в 1993 году. Синглы «Can You Forgive Her?» и «Go West» вошли в верхнюю десятку хит-парада и сопровождались новаторскими видеоклипами. По продажам в Великобритании альбом стал трижды платиновым, в США — золотым.

## Об альбоме
По словам Теннанта, альбом назван «Very», потому что он «очень энергичный, очень весёлый, очень печальный, очень романтичный, очень попсовый, очень танцевальный и, местами, очень смешной».
Обложка альбома оформлена Марком Фарроу.
По версии английского журнала «Q Magazine» «Very» занимает 91-е место в списке 100 величайших британских музыкальных альбомов за всю историю британской музыки.

## Список композиций
1. «Can You Forgive Her?» — 3:53
2. «I Wouldn’t Normally Do This Kind Of Thing» — 3:03
3. «Liberation» — 4:05
4. «A Different Point Of View» — 3:25
5. «Dreaming Of The Queen» — 4:19
6. «Yesterday When I Was Mad» — 3:55
7. «The Theatre» — 5:10
8. «One And One Make Five» — 3:30
9. «To Speak Is A Sin» — 4:45
10. «Young Offender» — 4:49
11. «One In A Million» — 3:53
12. «Go West» — 5:00
13. («Postscript» (secret track) — 1:14)

## «Relentless»
Альбом также вышел ограниченным изданием в составе двух компакт-дисков. Второй диск, под названием «Relentless», представлял собой шесть композиций.
Список композиций:
1. «My Head Is Spinning» — 6:33
2. «Forever In Love» — 6:19
3. «KDX 125» — 6:25
4. «We Came From Outer Space» — 5:24
5. «The Man Who Has Everything» — 6:01
6. «One Thing Leads To Another» — 6:28

## Альбомные синглы
- «Can You Forgive Her?» (июнь 1993; #7)
- «Go West» (сентябрь 1993; #2)
- «I Wouldn’t Normally Do This Kind Of Thing» (ноябрь 1993; #13)
- «Liberation» (апрель 1994; #14)
- «Yesterday When I Was Mad» (август 1994; #13)

## Высшие позиции в чартах
| Страна         | Место |
| -------------- | ----- |
| Великобритания | 1     |
| Германия       | 1     |
| Швеция         | 1     |
| Швейцария      | 1     |
| Австралия      | 2     |
| Австрия        | 6     |
| Норвегия       | 8     |
| Нидерланды     | 18    |
| США            | 20    |